# جیاروله
جیاروله (به ایتالیایی: Giarole) یک کومونه در ایتالیا است که در استان آلساندریا واقع شده‌است.

## خصوصیات
جیاروله ۵٫۲ کیلومترمربع مساحت و ۶۹۳ نفر جمعیت دارد.